# Àcid fluorosulfònic
L'àcid fluorosulfònic (Fórmula química: FSO₃H), també conegut com a àcid fluorosulfúric, és un dels àcids més forts disponibles comercialment. La molècula es descriu millor per la fórmula química FSO₂OH, ja que emfatitza la seva relació amb l'àcid sulfúric (H₂SO₄). L'àcid fluorosulfònic és una molècula tetraèdrica.

## Seguretat
L'àcid fluorosulfònic és altament tòxic i corrosiu. S'hidrolitza alliberant àcid fluorhídric (HF). L'addició d'aigua a l'àcid fluorosulfònic produeix una reacció altament violenta, similar a l'addició d'aigua a l'àcid sulfúric. Quan una gota d'aquest àcid entra en contacte amb l'aigua s'origina una petita explosió, per tant, la dilució de l'àcid amb aigua és un procés perillós que ha de ser portat a terme sota estrictes mesures de seguretat.